# Max Caflisch
Max Caflisch (* 25. Oktober 1916 in Winterthur; † 3. März 2004 in Meilen am Zürichsee) war ein Schweizer Typograf, Buchgestalter und anerkannter Schrift-Kenner.
Max Caflisch galt als einer der weltweit führenden Typografen und Experten für die in westlichen Kulturen verwendete lateinische Schrift. Mit seiner kompromisslosen Bevorzugung von qualitativ hochwertigen und zweckmäßigen Schriftarten (vornehmlich Buch- und Zeitungsschriften), einem feinen Gespür für gute Zeichenform, großem Sachwissen und über 50 Jahren Erfahrung verdiente er sich Anerkennung als Kenner und Berater unter Berufskollegen.
Besonders geschätzt ist seine Artikelreihe Schriftanalysen in den Typografischen Monatsblättern, die auch gesammelt in zwei Bänden erhältlich ist. Sie stellt neben der Besprechung vorzüglicher Schriften auch gleich einen Streifzug durch die gesamte Schriftgeschichte seit der Renaissance dar.
Max Caflisch war als Lehrer, Berater für Unternehmen, Autor, Buchgestalter und Schriftgestalter tätig. 1938–1941 war er erster Akzidenzsetzer beim Schwabe Verlag in Basel.

## Lehrtätigkeiten
- Lehrer für Typografie an der Gewerbeschule in Basel 1941–42
- Leiter des Grafik-Studienganges an der Kunstgewerbeschule und Lehrer für Typografie in Zürich 1962–81
- Vorlesender an der Technikerschule der grafischen Industrie in Zürich 1973–78

## Beratende Tätigkeit
- IBM 1962–66
- Bauersche Gießerei in Frankfurt am Main 1965–66
- Hell in Kiel 1972–89
- Adobe Inc. seit 1990

## Publikationen
- William Morris, der Erneuerer der Buchkunst. Bern, 1959
- Typomundus 20. A project of the International Center for the Typographic Arts. A collection of the most significant typography of the 20th century. Text Max Caflisch und Hans Neuburg. New York, Reinhold Pub., London, Studio Vista Ltd., Ravensburg, Otto Maier Verlag 1964, 1966 (2).
- Fakten zur Schriftgeschichte. Zürich, 1973
- Schrift und Papier. Grellingen, 1973
- Typographie braucht Schrift. Kiel, 1978
- Max Caflisch. Typographia practica. Hamburg, 1988
- Schriftanalysen. St. Gallen, 2003 (Hrsg. Jost Hochuli, 2 Bände) ISBN 3-908151-33-3

## Schriften
- Max Caflischs einziger eigener Schriftentwurf ist die Columna (1958), eine von der römischen Antike inspirierte Versalschrift.
- Die Caflisch Script wurde nach Caflischs Handschrift vom amerikanischen Schriftdesigner Robert Slimbach gestaltet bzw. digitalisiert und von Caflisch mit Ligaturen usw. ergänzt.